# Die Heuernte
Die Heuernte ist eines von sechs 1565 entstandenen Jahreszeitenbildern Pieter Bruegels des Älteren. Dieses 114 cm × 158 cm messende Ölgemälde auf Holz stellt den Frühsommer dar und befindet sich im Palais Lobkowicz auf der Prager Burg.

## Das Gemälde

### Inhalt und Gestaltung
Der Betrachter blickt, wie bei den meisten frühen Bildern Bruegels, aus mittlerer Höhe auf das Geschehen – so wird der Überblick gewahrt, ohne dass Einzelheiten in der Entfernung verschwimmen. Der Vordergrund ist in dunklen, erdigen Tönen gehalten, der Mittelgrund in Gelb- und Grüntönen und die Ferne in Blautönen. Damit verstärkt der Maler den Eindruck räumlicher Tiefe. Der Vordergrund fällt, wie auch beim Jahreszeitenbild Die Jäger im Schnee, stark ab und verdeckt so einen Teil des Mittelgrundes. Links befindet sich auf einem steilen Felsen ein Bergkloster, rechts davon liegt ein Dorf mit Kirche und dahinter ein Hügel mit einer Windmühle. Danach öffnet sich die Landschaft mit Blick auf einen Bergkegel und einen Flusslauf, und über allem wölbt sich ein blauer, gleißender Sommerhimmel mit Schönwetterwolken.
Marktgänger bringen rechts im Vordergrund Waren zum Verkauf, links sind in gegensätzlicher Richtung drei Erntehelferinnen unterwegs. Es handelt sich um eine alte Frau, eine junge und eine im mittleren Alter – nur die junge Frau sieht den Betrachter an. In der linken vorderen Ecke dengelt ein Mann eine Sense und bildet so einen Gegensatz zu den dynamischen Bewegungen im Vordergrund. Er ist deshalb ein wichtiger Bestandteil der Bildkomposition, auch wenn die Wiesen eigentlich bereits gemäht und die Erntehelfer mit dem Zusammenrechen und Beladen des Heuwagens beschäftigt sind.

### Motiv und Geschichte
Es handelt sich nicht um eine reale Gegend, sondern um eine bruegelsche Überschaulandschaft, die der Künstler aus Joachim Patiniers Weltlandschaft entwickelte. Im Jahr 1565 im Auftrag des niederländischen Kunstsammlers Niclaes Jonghelinck angefertigt, gelangte Die Heuernte zusammen mit fünf weiteren Jahreszeitenbildern 1594 als Geschenk für Erzherzog Ernst in Habsburgischen Besitz (siehe auch: Die Jahreszeitenbilder). Zu Bruegels Zeit zählte man im nördlichen Europa teilweise noch nicht vier, sondern nach dem natürlichen Jahreslauf sechs Jahreszeiten: Vorfrühling, Frühling, Frühsommer, Hochsommer, Herbst und Winter.
Nach 1809 kam das Bild unter nicht geklärten Umständen in den Besitz der Gräfin Leopoldine Grassalkowitsch und von dort als Erbschaft in die Sammlung des Fürsten Lobkowitz auf Schloss Roudnice in Roudnice nad Labem (deutsch: Raudnitz an der Elbe). Nach der Besetzung Prags durch deutsche Truppen wurde diese Sammlung beschlagnahmt und Die Heuernte für ein geplantes Museum in Linz vorgesehen. Seit Ende des Krieges befand sich das Gemälde als Leihgabe der Familie Lobkowitz in der Prager Nationalgalerie. Der heutige Ausstellungsort ist im Lobkowiczký palác (Palais Lobkowitz in der Prager Burg).